# هلن مینی
هلن مینی (انگلیسی: Helen Meany؛ ۱۵ دسامبر ۱۹۰۴ – ۲۱ ژوئیه ۱۹۹۱) شیرجه‌رو اهل ایالات متحده آمریکا بود.
وی در مسابقات کشوری و بین‌المللی در مجموع برندهٔ ۱ مدال طلا شده‌است.